# Purpose
Purpose ist das vierte Studioalbum des kanadischen Sängers Justin Bieber, welches am 13. November 2015 bei Def Jam Recordings und School Boy Recordings erschien.

## Rezension
Das Album erhielt überwiegend durchschnittliche Kritiken und wurde von Metacritic mit 63 von 100 Punkten, vom Guardian mit 3 von 5 Sternen, sowie vom Rolling Stone mit 3 ½ von möglichen 5 Sternen bewertet.

## Titelliste
| Nr.          | Titel                                  | Text | Musik                                      | Länge |
| ------------ | -------------------------------------- | --- | ------------------------------------------ | ----- |
| 1.           | Mark My Words                          | Justin Bieber • Jason „Poo Bear“ Boyd • James „JHart“ Abrahart • Rodney „Darkchild“ Jerkins • Fredrik Halland • Michael Tucker | BloodPop                                   | 2:14  |
| 2.           | I’ll Show You                          | Bieber • Josh Gudwin • Skrillex • Tucker • Theron „Neff-U“ Feemster                                                            | Skrillex • BloodPop                        | 3:19  |
| 3.           | What Do You Mean?                      | Bieber • Boyd • Mason „MdL“ Levy                                                                                               | MdL                                        | 3:25  |
| 4.           | Sorry                                  | Bieber • Julia Michaels • Justin Tranter • Tucker • Moore                                                                      | Skrillex • BloodPop                        | 3:20  |
| 5.           | Love Yourself                          | Ed Sheeran • Benny Blanco • Bieber                                                                                             | Benny Blanco                               | 3:53  |
| 6.           | Company                                | Bieber • Boyd • Abrahart • Andreas Schuller • Thomas Troelsen • James „Gladius“ Wong • Leroy Clampitt                          | Axident • Gladius • Big Taste • Boyd       | 3:28  |
| 7.           | No Pressure (feat. Big Sean)           | Bieber • Boyd • Dominic Jordan • Jimmy Giannos • Sean Anderson                                                                 | The Audibles • Boyd                        | 4:46  |
| 8.           | No Sense (feat. Travi$ Scott)          | Bieber • Boyd • Kenneth Coby • Jacques Webster • Mike Dean                                                                     | Soundz • Dean                              | 4:35  |
| 9.           | The Feeling (feat. Halsey)             | Bieber • Michaels • Clarence Coffee, Jr. • Sarah Hudson • Moore • Ian Kirkpatrick                                              | Skrillex • Kirkpatrick                     | 4:04  |
| 10.          | Life Is Worth Living                   | Bieber • Boyd • Mark „The Mogul“ Jackson                                                                                       | The Mogul • Bieber                         | 3:54  |
| 11.          | Where Are Ü Now (mit Diplo & Skrillex) | Moore • Diplo • Bieber • Boyd • Karl Rubin Brutus • Jordan Ware                                                                | Skrillex • Diplo                           | 4:02  |
| 12.          | Children                               | Bieber • Boyd • Moore • Tucker • Brandon Green • Nico Hartikainen                                                              | Skrillex • BloodPop • Maejor • Hartikainen | 3:43  |
| 13.          | Purpose                                | Bieber • Boyd • Stephen Philibin • Eben Wares • Jeremy Snyder • Scott „Scooter“ Braun • Justin „J“ Wright                      | Boyd • Snyder • Steve James                | 3:30  |
| Gesamtlänge: | Gesamtlänge:                           | Gesamtlänge: | Gesamtlänge:                               | 48:13 |

## Auftritte
Bieber sang „What Do You Mean?“, die erste Single des Albums, zum ersten Mal live bei den MTV Video Music Awards am 30. August 2015. Im März 2016 begann die Purpose World Tour, bei welcher er hauptsächlich die Lieder dieses Albums vorstellt.

## Kommerzieller Erfolg

### Chartplatzierungen
| ChartsChartplatzierungen       | Höchstplatzierung | Wochen |
| ------------------------------ | ----------------- | ------ |
| Deutschland (GfK)              | 3 (54 Wo.)        | 54     |
| Kanada (MC)                    | 1 (34 Wo.)        | 34     |
| Österreich (Ö3)                | 3 (27 Wo.)        | 27     |
| Schweiz (IFPI)                 | 1 (47 Wo.)        | 47     |
| Vereinigte Staaten (Billboard) | 1 (156 Wo.)       | 156    |
| Vereinigtes Königreich (OCC)   | 2 (132 Wo.)       | 132    |

| ChartsJahrescharts (2015)    | Platzierung |
| ---------------------------- | ----------- |
| Schweiz (IFPI)               | 47          |
| Vereinigtes Königreich (OCC) | 5           |

| ChartsJahrescharts (2016)      | Platzierung |
| ------------------------------ | ----------- |
| Deutschland (GfK)              | 41          |
| Kanada (MC)                    | 2           |
| Österreich (Ö3)                | 55          |
| Schweiz (IFPI)                 | 26          |
| Vereinigte Staaten (Billboard) | 3           |
| Vereinigtes Königreich (OCC)   | 4           |

### Auszeichnungen für Musikverkäufe
| Land/Region                  | Auszeichnungen für Musikverkäufe (Land/Region, Auszeichnung, Verkäufe) | Verkäufe   |
| ---------------------------- | ---------------------------------------------------------------------- | ---------- |
| Australien (ARIA)            | 5× Platin                                                              | 350.000    |
| Belgien (BRMA)               | Gold                                                                   | 15.000     |
| Brasilien (PMB)              | 5× Platin                                                              | 200.000    |
| Chile (IFPI)                 | Platin                                                                 | 10.000     |
| Dänemark (IFPI)              | 10× Platin                                                             | 200.000    |
| Deutschland (BVMI)           | Gold                                                                   | 100.000    |
| Italien (FIMI)               | 2× Platin                                                              | 100.000    |
| Japan (RIAJ)                 | Gold                                                                   | 100.000    |
| Kanada (MC)                  | 9× Platin                                                              | 720.000    |
| Mexiko (AMPROFON)            | Diamant · + 2× Platin                                                  | 420.000    |
| Neuseeland (RMNZ)            | 9× Platin                                                              | 135.000    |
| Norwegen (IFPI)              | 7× Platin                                                              | 140.000    |
| Österreich (IFPI)            | 4× Platin                                                              | 60.000     |
| Polen (ZPAV)                 | 3× Platin                                                              | 60.000     |
| Portugal (AFP)               | Platin                                                                 | 7.000      |
| Schweden (IFPI)              | 3× Platin                                                              | 120.000    |
| Singapur (RIAS)              | 3× Platin                                                              | 30.000     |
| Spanien (Promusicae)         | Platin                                                                 | 40.000     |
| Thailand (TECA)              | 3× Platin                                                              | 30.000     |
| Ungarn (MAHASZ)              | Gold                                                                   | 1.000      |
| Vereinigte Staaten (RIAA)    | 6× Platin                                                              | 6.000.000  |
| Vereinigtes Königreich (BPI) | 5× Platin                                                              | 1.500.000  |
| Insgesamt                    | 4× Gold · 79× Platin · 1× Diamant ·                                    | 10.338.000 |

Hauptartikel: Justin Bieber/Auszeichnungen für Musikverkäufe